# Крстевски, Горан
Горан Крстевски (макед. Горан Крстевски; род. 29 марта 1996, Ресен) — македонский гандболист, выступающий за македонский клуб ГК Металург Скопье.

## Карьера

#### Клубная
Горан Крстевски начинал заниматься гандболом в клубе Младость Ресен. Крстевски выступает за детскую команду ГК Металург Скопье. С 2014 года Горан Крстевски привлекается в основную команду ГК Металург Скопье. Крстевски выступает за ГК Металург Скопье.